# Bakteriofag ΦX174
Bakteriofag ΦX174 lub Fag Fi-X174 – wirus atakujący bakterie (bakteriofag) i pierwszy wirus DNA, którego materiał genetyczny udało się zsekwencjonować w całości, czego dokonał Fred Sanger wraz ze swoim zespołem w roku 1977. Już w 1962 r. Walter Fiers zademonstrował zamkniętą, kolistą strukturę DNA bakteriofaga Fi-X174.
Jest to wirus o bardzo małej ilości materiału genetycznego. Zawiera pojedynczą, kolistą nić DNA, którego sekwencja obejmuje 11 genów o długości 5386 nukleotydów (co stanowi 95% całego DNA).
Charakterystyczną cechą ekspresji tego faga jest to, że kod genetyczny jest zachodzący, tzn. odczytywanie informacji genetycznej przebiega w dwóch różnych ramkach odczytu, co wynika z małego genomu tego faga i ekonomii jego wykorzystania.